# Nataša Pirc Musar
Nataša Pirc Musar (Ljubljana, 9 de maio de 1968) é uma advogada e autora eslovena de livros, ex-comissária de informação, jornalista, ex-presidente da Cruz Vermelha da Eslovênia e política sem partido. Ela é mais conhecida por livros sobre liberdade de informação e por suas decisões, opinião legal e casos legais de alto nível, nos quais ela representou a eslovena Melania Trump (esposa de Donald Trump), o partido político Social-Democrata da Eslovênia, entre outros clientes notáveis. No segundo turno das eleições presidenciais em 2022, foi eleita a primeira mulher presidente da Eslovênia.

## Carreira

### Política
Em 23 de junho de 2022, Pirc Musar anunciou sua candidatura a presidente da Eslovênia nas eleições presidenciais eslovenas de 2022, que ocorreriam em 23 de outubro do mesmo ano, como candidata independente. Foi a primeira a anunciar sua candidatura à presidência e foi endossada pelos ex-presidentes da Eslovênia, Milan Kučan e Danilo Türk. Pirc Musar não foi membro de um partido político e não planeja se tornar um. Enquanto ela defendia sua candidatura como independente, partidos como o Partido Pirata e o Partido da Juventude – Verdes Europeus também a apoiaram.
Sua candidatura gerou muita especulação na mídia sobre seu relacionamento com Marta Kos, vice-presidente do partido governista Movimento da Liberdade, que anunciou sua própria candidatura à presidência um pouco depois. Pirc Musar e Kos afirmaram serem amigas, mas de acordo com relatos da mídia, eles pararam de se comunicar. Em setembro de 2022, Kos retirou sua candidatura, o que levou a um aumento no apoio a Pirc Musar, que já liderava. Em outubro, ficou em segundo lugar no primeiro turno das eleições presidenciais e desse modo, pôde disputar o segundo turno das eleições presidenciais.
No segundo turno de 13 de novembro, Pirc Musar derrotou o candidato do Partido Democrático Esloveno, Anže Logar, e, portanto, foi a primeira mulher a se eleger para o cargo de presidente da Eslovênia.
A 18 de março de 2025, foi agraciada com o grau de Grande-Colar da Ordem do Infante D. Henrique, de Portugal.